# Mahdi Camara
Mahdi Camara, född 30 juni 1998 i Martigues, är en fransk fotbollsspelare som spelar för Brest.

## Karriär
Den 15 mars 2018 skrev Camara på sitt första proffskontrakt med Saint-Étienne. Camara gjorde sin Ligue 1-debut den 11 augusti 2018 i en 2–1-vinst över Guingamp, där han blev inbytt i den 81:a minuten mot Kévin Monnet-Paquet.
I januari 2019 lånades Camara ut till Laval på ett låneavtal över resten av säsongen 2018/2019. Han var lagkapten i Saint-Étienne under några matcher säsongen 2020/2021 och blev befordrad till klubbens ordinarie lagkapten sommaren 2021. Efter att Pascal Dupraz tagit över som tränare i Saint-Étienne blev Camara fråntagen kaptensbindeln.
Den 26 augusti 2022 lånades Camara ut till Ligue 1-klubben Brest på ett säsongslån. Låneavtalet innefattade en köpoption som Brest sedan utnyttjade. Den 24 februari 2024 gjorde han ett hattrick i en 3–0-vinst över Strasbourg.